# 튀니지 배구 국가대표팀
튀니지 배구 국가대표팀(아랍어: منتخب تونس لكرة الطائرة)은 튀니지를 대표하여 국가대항전에 참가하는 배구 국가대표팀으로 튀니지 배구 연맹에 의해 운영된다.